# طایفه میر
میر یکی از بزرگ‌ترین طایفه‌های لرستان است که چند شاخه مثل دیرکوند از ایلات بالاگریوه است. این طایفه به د‌و شاخه میرآواس و میرعالیخانی  و ساکن لرستان و خوزستان  هستند. این ایل از بازماندگان اتابکان لر و شاهوردی خان خورشیدی از ایل سلبوری و طایفه جنگروی هستند 